# Tripanurga termitophila
Tripanurga termitophila är en tvåvingeart som först beskrevs av Filippo Silvestri 1903.  Tripanurga termitophila ingår i släktet Tripanurga och familjen köttflugor. Inga underarter finns listade i Catalogue of Life.